# Crashing the Water Barrier
Crashing the Water Barrier ist ein US-amerikanischer Kurzfilm von Konstantin Kalser aus dem Jahr 1956.

## Handlung
Donald Campbell plant 1955, auf dem Lake Mead einen neuen Geschwindigkeitsweltrekord auf dem Wasser aufzustellen. Erneut will er per Boot schneller als 200 Meilen pro Stunde fahren. Ein anderer Fahrer hatte diesen Rekordversuch bereits unternommen, war dabei jedoch ums Leben gekommen. Campbells Freude an der Geschwindigkeit liegt in der Familie, da sein Vater Malcolm Campbell einen Geschwindigkeitsrekord per Automobil aufstellte.
Auf Lake Mead werden verschiedene Tests am Boot Bluebird durchgeführt, einige Testläufe müssen abgebrochen werden. Ein weiterer Versuch ist erfolgreich, jedoch muss Campbell den Regeln gemäß zwei Fahrten mit Rekord absolvieren, damit der Rekord anerkannt wird. Für die Rückfahrt ist es bei diesem Lauf jedoch bereits zu dunkel. Am nächsten Tag muss die Rekordfahrt abgesagt werden, da starke Winde aufgekommen sind und die Wasseroberfläche zu unruhig ist. Schließlich jedoch ist der perfekte Tag gekommen und Campbell gelingt die Rekordfahrt: Auf Hin- und Rückfahrt ist er im Durchschnitt 216,2 Meilen pro Stunde schnell.

## Produktion
Crashing the Water Barrier wird von Jay Jackson als Erzähler begleitet. Der Film erschien am 15. April 1956.

## Auszeichnungen
Crashing the Water Barrier wurde 1957 mit einem Oscar in der Kategorie „Bester Kurzfilm (eine Filmrolle)“ ausgezeichnet. Es war das letzte Mal, dass dieser Oscar vergeben wurde, da die Unterteilung eine Filmrolle/zwei Filmrollen im Folgejahr aufgehoben wurde.